# Vorstendom Smolensk
Het vorstendom Smolensk was van de 11e tot de 16e eeuw een vorstendom van de Roes aan de bovenloop van de Dnjepr met het centrum in Smolensk. Andere belangrijke steden waren Toropets, Orsja, Mstislavl en Mozjajsk.
Het vorstendom Smolensk maakte deel uit van het Kievse Rijk tot 1127, toen het vorstendom onder heerschappij van Rostislav Mstislavitsj kwam. Het kwam geleidelijk onder Litouwse invloed en werd in 1404 deel van het Groothertogdom Litouwen. In 1508 werd het gereorganiseerd tot het woiwodschap Smolensk. Het grootvorstendom Moskou controleerde de stad van 1514 tot 1611, waarna ze werd heroverd door het Pools-Litouwse Gemenebest. Het tsaardom Rusland heroverde de stad in 1654.

## Geschiedenis
Het vorstendom ontstond in de tijd van het Kievse Rijk op het grondgebied van de Oost-Slavische Krivitsjen. Haar politieke autonomie begon zich te ontwikkelen vanaf 1030. Een belangrijke bron van inkomsten was de handelsroute van de Varjagen naar de Grieken die door Smolensk liep. Onder Rostislav Mstislavitsj, de kleinzoon van Vladimir Monomach, werd Smolensk onafhankelijk en bereikte haar grootste welvaart en macht. In 1136 werd in Smolensk een zelfstandig bisdom gesticht, dat later land en privileges kreeg. Onder de opvolgers van Roman Rostislavitsj begon in 1180 de verdeling van het vorstendom onder diens nakomelingen en de achteruitgang van haar invloed. Tegelijkertijd werd het aangevallen door de Litouwse vorsten en de ridders van de Duitse Orde.
Het vorstendom werd slechts gedeeltelijk getroffen door de Mongoolse invasie; de stad zelf werd niet veroverd en geplunderd. Desalniettemin moest Smolensk tribuut betalen aan de Gouden Horde. In de tweede helft van de 13e eeuw maakten Mozjajsk en Vjazma zich zelfstandig, wat een verdere verzwakking betekende in de strijd tegen de Litouwers.
Rond 1339 kwam het vorstendom onder de invloed van het Groothertogdom Litouwen. In 1355 viel Algirdas, groothertog van Litouwen, Smolensk aan en veroverde Rzjev, Bely, Mstislav en Toropets. De vorsten van Smolensk keken naar het grootvorstendom Moskou voor een alliantie tegen Litouwen, maar sloten zich uiteindelijk in 1368 aan bij Algirdas in zijn campagne tegen Moskou. Smolensk vocht later naast Moskou tegen Michaël II van Tver in 1372–1374, en in 1380 namen troepen van het vorstendom Smolensk aan de zijde van Dmitri Donskoj deel aan de Slag op het Koelikovo-veld.
In 1386 werd vorst Svjatoslav IV van Smolensk gedood in de Slag bij de Vichra tegen de Litouwers, toen hij Andrej van Polotsk in zijn opstand tegen zijn jongere halfbroer Jogaila steunde. Skirgaila, die in de strijd het bevel voerde over de Litouwers, was echter getrouwd met de nicht van Svjatoslav en stond Joeri van Smolensk toe zijn vader op te volgen. Vier jaar later werd Vytautas in de Slag bij de Vorskla verslagen door de Mongolen. In 1401 maakten Joeri en Oleg Korotopol van Rjazan gebruik van zijn benarde situatie om Smolensk en Brjansk te veroveren. Vytautas probeerde Smolensk te heroveren in 1401 en 1403.
In 1404 veroverde de Litouwse groothertog Vytautas Smolensk, en installeerde daar zijn gouverneur. Het vorstendom Smolensk verloor zijn politieke onafhankelijkheid en werd een deel van het groothertogdom Litouwen.
Smolensk werd in 1514 veroverd door het grootvorstendom Moskou in de Vierde Moskous-Litouwse Oorlog. Na een aantal jaren van belegering werd Smolensk in 1611 opnieuw bezet door Polen-Litouwen. Tijdens de Pools-Russische Oorlog (1654-1667) viel Smolensk terug in handen van Moskou, wat officieel werd verzegeld in het Verdrag van Androesovo.